# 大坂之役
大坂之役是日本江戶時代初期（1614年－1615年，慶長十九年－慶長二十年）江戶幕府為消滅豐臣家而發起的戰爭，為日本戰國時代的最後一場戰役，戰爭主要範圍是大坂城附近（今大阪府大阪市中央區），其中包括在1614年11月-12月的大坂冬之陣、以及1615年5月的大坂夏之陣（6月4日，即農曆五月八日結束）。該戰爭最常用的說法是「大坂之陣」，大日本帝國陸軍參謀本部著書則稱為「大坂之役」。
大坂即今日的大阪，在代表武士時代結束的明治維新時，忌於「坂」字可拆為「士反」，有「武士造反」之諱，所以於明治三年（1870年）更名為「大阪」。在正體漢字地區，因為「坂」字未收錄於早年通行的Big5編碼中，所以許多業者（例如光榮）在製作相關的歷史題材遊戲的中文版本時，本應使用古名的「坂」但仍以「阪」字代替，以致現時仍然有不少中文使用者誤植為「大阪之陣」。

## 開端

### 關原之戰後
慶長五年（1600年），五大老之一的德川家康領導的東軍與五奉行之一的石田三成領導的西軍在關原發生激鬥，史稱關原之戰，而東軍總大將德川家康取得勝利。戰後，家康主導戰後處理與論功行賞等工作，豐臣秀賴的領地由222萬石大幅削減到65萬石。慶長八年二月十二日（1603年3月24日），德川家康被朝廷封為征夷大將軍，創立江戶幕府。豐臣秀吉建構的體制是想引用過去的攝關政治，以武將的實力擔任公家領袖關白（武將關白）來統領朝政，而家康想要轉為引用過去的幕府政治，以武將的實力擔任武家的最高領袖征夷大將軍，開創幕府來統領朝政。德川家的幕府政治與豐臣家的攝關政治是不同的體制。攝關政治和幕府政治都是屬於階級式的社會的產物，只是攝關政治是藤原五攝家公卿家族的領袖擔任攝政關白的官職，作為執政的名分；而幕府政治是源氏武將家族的領袖（源氏棟樑）擔任征夷大將軍的官職，作為執政的名分。
家康的政治目標是要開創長期穩定的政權，於是當時名義上是德川家主君的豐臣家便成為一大問題了。所以家康為了圖謀德川幕府之後的安泰，開始考量對豐臣家進行處理工作。首先，讓德川家二代將軍德川秀忠的女兒千姬與秀吉之子豐臣秀賴結婚，使秀賴官至右大臣。並且對秀賴用臣下的禮節，又透過高台院（豐臣秀吉正室）希望與秀賴生母淀殿進行友好對話。

### 幕府築城
德川幕府自慶長六年（1601年）開始，陸續下令擴建或新築多個城池，以穩固防守，對全日本的大名要求出伕役以施工，稱為天下普請，也就是國家級的建設工程的意思。雖然幕府負責物資的費用，但是大名的往返費用以及所需的人力，則由大名負擔，此舉可以消耗大名家的軍費以及對幕府的威脅。特別針對豐臣恩惠（意指織田信長死前跟隨秀吉的家臣）的大名，總共二十家大名參與。新築的城池包括近江國彥根城、山城國二條城和伏見城、越後國篠山城以及尾張國名古屋城。此外，幕府將軍居城江戶城及家康退位將軍後的居城駿府城因火災關係亦被增築。幕府在名古屋的天下普請，曾經要求大阪出人役，但被淀殿拒絕。

### 興建寺廟
雖然淀殿拒絕與家康見面，慶長十七年（1612年）時，家康與豐臣秀賴在二條城見面。與秀賴見面後，察覺豐臣家仍然藏著大量資金，家康鼓勵他多進行寺廟的建築，所以在此以後豐臣開始在京畿各地築起新的寺院，目的是要消耗豐臣家的財產，並進行心理上的壓迫。但是幕府仍然無法完全消耗豐臣家的資金，當時豐臣氏以二百枚（二千兩）黃金及三十貫銀招攬真田信繁，以及在戰後仍然在大坂城跡找到約二萬八千枚金幣和二萬四千枚銀幣。

## 導火線

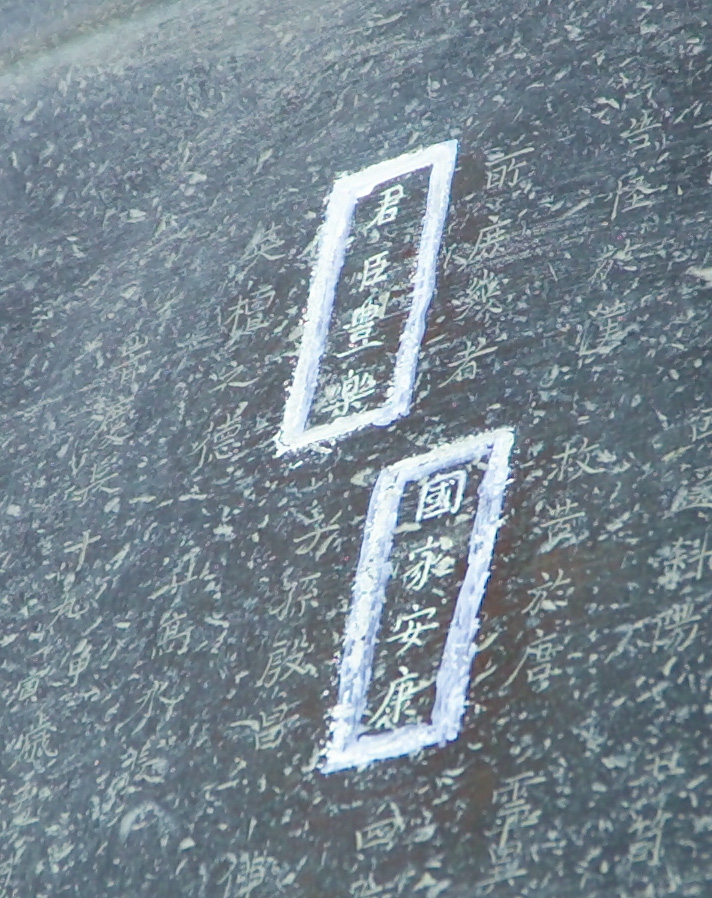
方銘鐘問題句子。

1614年（慶長十九年），家康方面由五山之僧（金地院崇傳等人）與林羅山以文字獄模式，解讀一份豐臣家重建京都方廣寺的鐘銘文。文中寫到「國家安康」「君臣豐樂」（此文句前半段認為是把家康的名字分開來寫，是詛咒家康被分屍殺死，德川家分崩離析；後半段的君臣豐樂倒著念即是「樂豐臣君」，認為是以豐臣氏為君主造反而忻樂。），另外文中寫到「右僕射源朝臣家康」，林羅山認為是想找人射擊家康，幕府認為這些是詛咒，要求懲處銘文的作者文英清韓禪師，並且要豐臣家提出說明謝罪。豐臣方面派遣片桐且元與大野治長之母大藏卿局前往說明，家康拒絕接見且元，但同意與大藏卿局見面。片桐且元則是和金地院崇傳與本多正純進行交涉。
且元回報，認為要避免戰端，可能要思考幾個條件，第一秀賴前往江戶城參勤交代，第二為淀殿到江戶城成為人質，第三為秀賴放棄大坂城。但是大藏卿並未從家康這邊聽到條件，導致淀君認為且元已經叛變。主和派人士如片桐且元與其弟片桐貞隆見戰事已不可免，便紛紛離開大坂城，投靠德川家。家康正式宣佈對大坂開戰。
家康對眾大名宣布要求出兵討伐豐臣家。豐臣家也開始準備對德川家進行決戰，開始招募浪人，並嘗試向全日本大名發出檄文，不過沒有大名響應，最終加入的多是浪人（下段詳述）。
豐臣家開始準備戰爭，拿出秀吉所剩餘遺產，召集各地浪人。之後曾經受豐臣恩顧的大名們集結在大坂，送上檄文，並集結在大坂城。根據《駿府記》對大坂召集浪人的記載為：「6日及7日內，京都眾多浪人之中，有前土佐國主長宗我部少輔盛親、黑田舊臣後藤又兵衛基次、豐臣舊臣仙石豐前守秀範、關原失意的明石掃部助全登、松浦彌左衛門重政，其餘已知其名的浪人達千多人，（豐臣）送出金銀決意守城。」其餘有名的浪人有真田信繁（沒被《駿府記》記載的原因是信繁當時仍然受到淺野長晟的監視，信繁於11月9日逃離九度山）、塙直之、毛利勝永等等。

## 大坂冬之陣
慶長19年10月2日（1614年11月3日），豐臣軍著手備戰。
豐臣軍以豐臣家宿老大野治長為中心，主張迎擊的浪人眾以真田信繁（幸村）為主，主張在近江國（滋賀縣）的瀨田川進行野戰，與後藤又兵衛基次的守城派對立，最終結果決定在堅固的大坂城守城進行作戰。德川軍動員接近二十萬大軍包圍大坂城，德川軍動員的龐大兵力被《森家先代實錄》譽為「集合了神武以來規模的武士」。動員方面，德川從召集來的大名合共約16萬兵力（原本總數應為19萬，但島津忠恒的三萬兵力並沒有抵達大坂城），豐臣軍約有10萬左右。不久德川軍已經完全包圍大坂城，雙方首次交鋒的記錄在11月19日。

### 木津川口之戰
豊臣方在大坂城至出海口要衝木津川口建築城砦、由明石全登率兵800守備。
11月18日，德川軍的蜂須賀至鎮、淺野長晟和池田忠雄收到了德川家康進攻木津川砦的命令。蜂須賀至鎮對於與友軍共同作戰不滿、11月19日未明、就單獨出兵攻撃。守方為明石全登的部隊，但是明石全登當時仍然在大坂城的本丸，無法直接指揮守兵。負責主力攻擊為蜂須賀隊，部將山田宗登在砦外放火，引起守兵的注意，另一方面主力隊伍在附近船場奪取了五艘軍船，試圖攻擊砦。在猛烈的攻擊下，砦的外層被破壞，守兵紛紛退回博勞淵，當蜂須賀隊得知淺野隊即將前進，立即命令軍隊向前進迫。最後，豐臣軍的士兵撤退到博勞淵需要渡河，不少士兵在河川中溺死。

### 鴫野之戰
今福和鴫野位於大坂城東北，兩地被大和川所分隔，豐臣軍在兩地設置了防禦工事，11月25日家康下令佐竹義宣攻擊今福，上杉景勝攻擊鴫野。26日上午，上杉軍率先攻擊鴫野，豐臣軍退卻，上杉軍追擊逃兵，殺死了一百名敵軍，鴫野被佔領的消息被大坂方得知，大野治長遣大坂的七手組、渡邊糺等人率領為數12000兵向鴫野反攻，上杉軍亦作出抵抗，第一柵欄守將須田長義力戰一段時間後後退，豐臣軍得以進佔第二柵欄，當德川軍的堀尾、丹羽兩隊即將抵達鴫野之前，豐臣軍全軍撤離鴫野

### 今福之戰
大坂城東北、大和川的北岸為今福村、南岸為鴫野村。地域屬低溼地帶、軍隊展開不易，僅能在堤防上防備。豊臣方在今福村三カ所設有四重柵欄、由矢野正倫、飯田家貞率兵300守備。德川家康則命人在今福村築城、並奪取今福、鴫野。今福攻略由佐竹義宣指揮兵1,500進行。1614年11月26日早，佐竹軍向今福進軍，在第一柵欄遇到了300名豐臣軍守兵的迎戰，在佐竹軍擁有壓倒性的優势兵力下（1500兵），佐竹麾下的涉江政光、戶村義國很快的將豐臣軍擊退至第四柵欄，大野治長的部下矢野正倫和飯田家貞戰死。不久，豐臣軍增援，分別由後藤又兵衛和木村重成率領，成功將佐竹軍壓制回第一柵欄，而佐竹軍部將涉江政光被木村隊的火绳枪射擊身亡，佐竹軍曾一度打算撤退，並向大和川對岸的上杉、丹羽、堀尾和榊原求援，援軍在大和川中洲以火绳枪猛烈射击，木村和後藤兩隊退離今福。

### 博勞淵之戰
博勞淵在中津川的中州，狗子島以東。此地由薄田兼相、米子六兵衛以及平子主膳為主將。當德川軍的蜂須賀至鎮得知此砦容易攻陷，準備跟池田忠雄準備攻擊，但希望得到家康的批准，因為附近是低窪地區，行軍有所困難。當家康親自巡視木津川後，下令石川忠總前往葦島。29日，石川忠總率領部隊到達葦島，同時向九鬼守隆借出三艘軍船，在木津川的蜂須賀隊，以水陸兩路向博勞淵進軍，當時守將薄田兼相在遊女屋，因此並不在場，守將平子主膳見大軍殺到就下令撤軍，德川軍不費一兵一卒將博勞淵攻陷。後來薄田兼相此事件後被譏為橙武者。

### 野田福島之戰
天滿川及木津川匯流的河口，為豐臣方水軍停泊處。下福島的五分一砦位於南中島的西南，由大野治胤率兵800守備。南方為狗子島和博勞淵，在野田砦配置有大野治長的水軍，此外在上福島駐守了宮島兼與率領的2500兵。
幕府軍的九鬼守隆、小濱光隆、千賀信親及向井忠勝等人自11月19日至11月26日、幾度率領水軍侵入，小衝突不斷發生。
九鬼守隆嘗試對野田砦進行直接攻擊，但無法攻下，於是開始使用奪船策略，九鬼水軍假裝攻擊，但是實際奪取軍船，在28日夜半九鬼、千賀、向井軍正式對五分一砦進行攻擊，豐臣軍往天滿川敗退，29日池田忠繼和戶川達安對上福島進行攻擊，但是砦內的豐臣軍早就退兵，於是德川軍向上福島放火，取得陣地。，德川軍完全取得戰事的制海權，此後豐臣軍兵力被迫留在大坂城。

### 佈陣

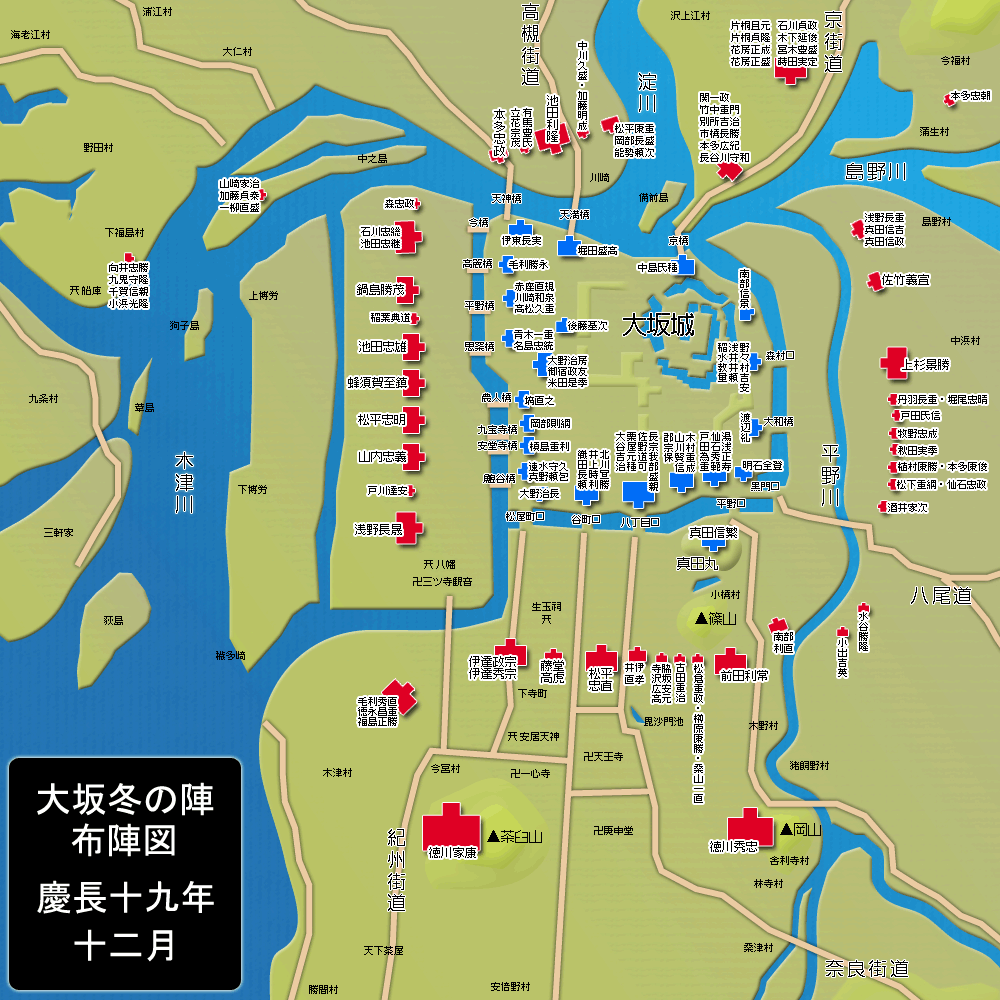
冬之陣佈陣圖（慶長19年12月）

當德川將豐臣軍軍力壓回城內，德川軍花了一些時間重新佈陣。12月初，家康到達了茶臼山。在平野川以東，以上杉景勝5000名兵主力陣佈，在旁有戶田氏信的1500人和秋田實季的700人，在黑戶門有酒井家次的1200人。在城南，真田丸對開為前田利常的12000人，八丁目部署松平忠輝軍10000人以及在下寺町伊達政宗的10000人。在城西有淺野長晟的7000人以及山內忠義的5000人，池田忠繼的8800人。在西北一柳直盛等人部署了1200兵力。城北松平康重有3200人，池田利隆8000人。至於本陣方面，德川秀忠在岡山佈陣，兵力約20000人，而在茶臼山為德川家康的本陣，兵力約30000人。此外島津忠恆率領30000兵力出陣，但是他們並沒有到達大坂一帶。
豐臣軍方面，本丸由秀賴指揮，兵力三千，二丸方面有淺井長房以及三浦義世各3000人。三丸方面由秀賴的親衛隊，大野治長的部下為主。城南有長宗我部盛親5000人、大野治長5000人，在南丸以外的真田丸，真田信繁率領5000兵力。西丸方面有名島忠純1300人，毛利勝永5000人以及後藤基次3000人。

### 真田丸攻防戰
大坂城的南方的外堀就是平原，並沒有河川阻隔，弱點就在南方，當時真田信繁在南方築起了出丸（另名真田丸） 竣置了一個弦形堀及三層欄柵，中央加設水堀。12月3日豐臣軍將領後藤基次向本丸匯報德川軍開始迫近大坂城，豐臣軍開始進入作戰狀態。12月4日，前田（前田利常）軍先鋒向真田堀前進，期間沒有受到攻擊，但是當他們到了空堀後，受到了城內將兵猛烈攻擊，同時間井伊直孝和松平忠直向真田丸進擊，但是在真田信繁以及七手組猛烈攻擊下，德川軍遭到重創，在該天的中午，德川軍全軍撤退。戰後，家康對向擅自進攻的將領作出訓話。
12月15日晚上豐臣軍的塙直之、御宿政友率領數十人的部隊，突襲蜂須賀至鎮的陣所，蜂須賀軍死亡人數達上百人，包括了部將中村重成，塙直之因此被稱為夜襲大將。但是此次夜襲對戰局沒有太大影響。

### 砲擊大坂城
而寒冬中欠缺糧食，德川軍便有意與豐臣軍進行和平交涉。12月17日豐臣方的大坂城遭受佛朗機炮（国崩し）砲擊天守閣，有侍女因而死亡，砲擊的聲音亦傳遍京都，當時公家亦派了兩名使節嘗試介入事件，但是遭到家康拒絕會面。砲擊後的第二日，阿茶局與淀殿開始會談，使淀殿同意和議。交涉地點在德川方京極忠高的營地，德川家派出家康親信本多正純與側室阿茶局，豐臣方的使者則是淀殿的妹妹常高院。第一天的交涉因意見不和而決裂，於第二天達成協議，條件是只能留下本丸，而二之丸和三之丸須拆毀，且也要填平濠溝，但淀殿不會成為人質，改為處份大野治長與織田有樂齋，以此條件達到和平協議。德川軍獨斷進行填平濠溝以及破壞城牆的工程，該工程從全日本的大名招攬人手，但是清拆工作幾乎花了一個月的時間，由12月23日起到翌年1月19日完成。

## 大坂夏之陣
和議成立後，家康從京都回到駿府，把秀忠調到伏見，另一方面命國友鍛冶製造大砲以準備進行戰爭。1615年4月12日（慶長20年3月15日），大坂有動蕩的消息被傳到駿府，之前被填平的濠溝再度築起，德川方面要求豐臣家解僱浪人，板倉勝重再度要求秀賴移離大坂，安排新的領土。家康四月時為了德川義直的婚事而上洛，諸大名受到命令做出陣的準備而集結在鳥羽伏見，由從江戶西上的將軍德川秀忠在二條城進行軍議，在4月開始著手動員兵力，家康在4月4日離開駿府城，4月6日及7日動員大名準備出征，幕府動員兵力達15萬多。出兵最多的大名如下：
| 人名       | 兵力  | 當時身份                                    |
| ---------- | ----- | ------------------------------------------- |
| 德川秀忠   | 20000 | 德川幕府第二代將軍                          |
| 前田利常   | 15000 | 北陸加賀藩藩主                              |
| 松平忠直   | 13400 | 北陸北之庄藩藩主                            |
| 德川義直   | 10790 | 御三家尾張藩藩主                            |
| 德川賴宣   | 10000 | 御三家紀伊家藩主                            |
| 伊達政宗   | 10000 | 陸奧仙台藩藩主                              |
| 松平忠輝   | 9000  | 越後高田藩藩主                              |
| 藤堂高虎   | 5000  | 伊勢津藩藩主                                |
| 井伊直孝   | 3200  | 近江彥根藩藩主， 代替體弱臥病的兄長直勝上陣 |
| 真田信吉   | 2300  | 上野沼田藩藩主真田信幸長男                  |
| 榊原康勝   | 2100  | 上野館林藩藩主                              |
| 本多忠政   | 2000  | 伊勢桑名藩藩主                              |
| 小笠原秀政 | 1600  | 信濃松本藩藩主                              |

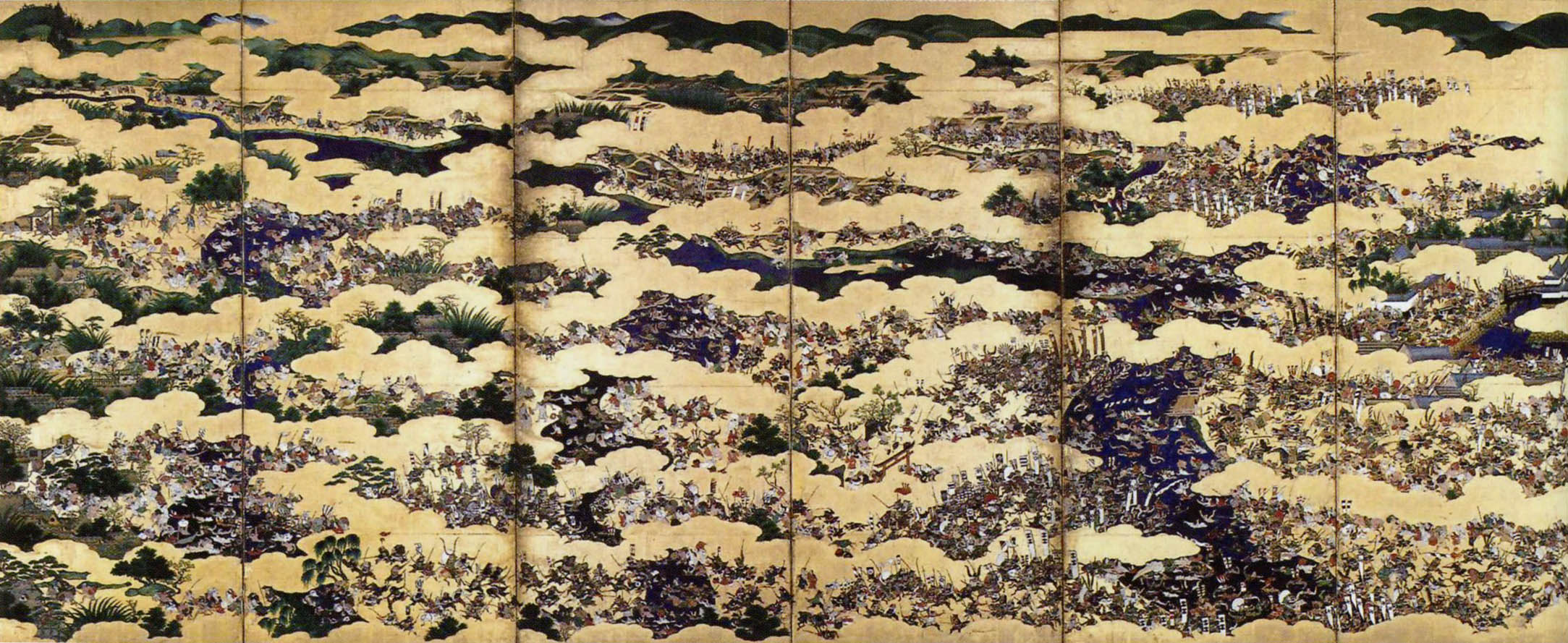
大阪夏之陣屏風［左隻］

德川家排定進軍大和口的第一部隊是由水野勝成為大將，率領堀直寄、桑山直晴、本多利長、桑山一直、松倉重政、丹羽氏信、神保相茂、秋山右近、藤堂嘉以、山岡景以、多賀常長等部隊的六千人，右先鋒藤堂高虎、左先鋒井伊直孝，配置於右翼守備第一部隊為榊原康勝指揮小笠原秀政、丹羽長重、諏訪忠澄、仙石忠政等部隊，左翼守備由酒井家指揮松平忠良、松平信吉、松平成重、牧野忠成等部隊；第二部隊大將本多忠政，右翼守備由本多忠朝指揮，左翼由松平康長指揮；第三部隊大將松平忠明，右翼為率領越前軍的松平忠直，左翼為前田利常；第四部隊為伊達政宗。本營由酒井忠世、土井利勝、本多正純三重臣指揮；殿後部隊由成瀨正成和竹腰正信護衛的德川義直與由安藤直次和水野重仲護衛的德川賴宣擔任。
4月24日，幕府向豐臣軍發出最後通牒，要求移封及解僱浪人，最後豐臣方面沒有理會。
大坂城已經成為裸城，兵力因之前解僱浪人的關係較冬之陣為少。豐臣軍決定先發制人，試圖取得優勢。首先大野治房和後藤基次率隊越過暗峠，在4月26日率2000兵攻擊筒井正次的大和郡山城，豐臣軍在附近的村莊放火，筒井軍聞敵軍來到，立即向伊勢撤離其後筒井軍的松倉重政與水野勝成會合，向大和郡山城反攻，豐臣軍得知敵軍來到立即撤退，但殿後的部隊遭到松倉重政的部隊攻擊，豐臣軍出現士兵陣亡。28日向自治港堺進行攻擊，並放火燒村，與九鬼守隆交戰，擊退了九鬼軍，此外還派遣另外的隊伍向岸和田城攻擊，城主小出吉英死守，兩軍在城外對峙，沒有正式向敵人攻擊。

### 樫井之戰
治房軍在4月29日試圖藉一揆勢力的幫助攻擊紀州，淺野長晟接報得知豐臣軍以二萬大軍（實際規模為3000人）試圖攻下和歌山城後，立即進行軍議，最終的決定是在樫井迎擊敵軍。豐臣軍的先鋒為塙直之、淡輪重政及岡部則綱，他們知有敵軍卻未等待主力便逕行交戰，於是在樫井遭到伏擊。伏擊隊的龜田高繩採誘敵之策，一邊使用槍砲射擊一邊撤退，當退回樫井的街道後，與主力軍合流，在街道進行大混戰，最終塙直之及淡輪重政戰死，岡部則綱受傷，但是淺野軍沒有乘勢追擊，立即返回和歌山城，當大野治房來到樫井，只能看見戰場上士兵的屍骸，最終豐臣軍將直之的遺體火葬，然後回到大坂城。

### 道明寺之戰
4月30日大野治房回到大坂城立即進行軍議，豐臣軍繼續向德川軍使用迎擊策略。排出的陣式為第一陣主將為後藤又兵衛基次並以薄田隼人正兼相、明石掃部助守重為兩翼於5月1日出城駐紮在平野等待東軍；第二陣主將真田幸村，副將毛利勝永及福島正守、渡邊內藏助、大谷吉久、長岡興秋等將則駐紮於天王寺觀察敵軍動態。5月5日深夜後藤基次率領2800兵襲進小松山。水野勝成軍的奧田忠次隊於5月6日凌晨2時命令佔領小松山，其先遣隊約60人遭遇到後藤軍後全軍覆沒。隨後松倉豐後守重政立即由北側進行鐵砲攻擊，但也遭後藤軍殲滅。此時水野勝成趕至填補了松倉隊的空隙；伊達軍先鋒片倉重綱隊也越過大和口抵達戰場；松平忠明隊也由東側發動攻擊。被三方包圍之時的後藤軍決定棄山，朝向水野軍猛攻，其勇猛剛烈前所未見，但遭到伊達隊 的鐵砲狙擊落馬，最後在部下介錯下死亡。
德川軍在6日正午時分才能將後藤隊擊退佔領小松山，之後遇上的薄田兼相、山川賢信隊也成功擊退他們。豐臣軍的殘存兵力最終在譽田陵與真田隊合流，藉著部隊易位豐臣軍開始反擊。真田信繁與伊達政宗兩軍發生衝突，由片倉重綱的騎兵隊突擊真田軍，隨後形成了激烈的混戰，雖然水野勝成命令追擊，但伊達隊以兵疲為理由而停止追擊。另一方面，豐臣軍在若江和八尾戰敗的消息傳到下去，真田也藉機收兵歸隊，豐臣軍在下午四時半開始撤離道明寺區。

### 八尾、若江之戰
兩場戰爭發生於同一時間。長宗我部盛親隊與藤堂高虎隊在八尾交戰、而木村重成隊和井伊直孝隊在若江交戰。5月6日晚上，長宗我部盛親、增田盛次和木村重成，向河內方面與德川軍迎擊，德川軍的藤堂高虎隊在八尾進行交戰，藤堂中央隊的曾一度突破長宗我部的先鋒隊，試圖側擊本隊。但是長宗我部本隊堅守長瀨川，當藤堂軍接近時，長宗我部隊立即命令部隊以鐵砲射擊，然後進入混戰，然後長宗我部進行突擊，藤堂高刑、藤堂氏勝和桑名一孝戰死，藤堂隊先鋒被消滅，長宗我部三軍進行挾擊本隊。同時間，若江的戰鬥亦開始了，井伊隊的左先鋒川手良利向敵陣衝擊，但是突擊失敗反而陣亡，而右先鋒庵原朝昌向敵陣前進，兩軍陷入混戰。但是本戰中，木村隊本隊開始崩壞，聞此消息後的榊原康勝、仙石忠政、小笠原忠政等立即向木村隊進擊，木村重成在混戰中陣亡。當消滅了木村軍後，德川軍立即向藤堂隊支援，當長宗我部盛親見到敵方增援到來，立即撤離八尾。

### 天王寺、岡山之戰

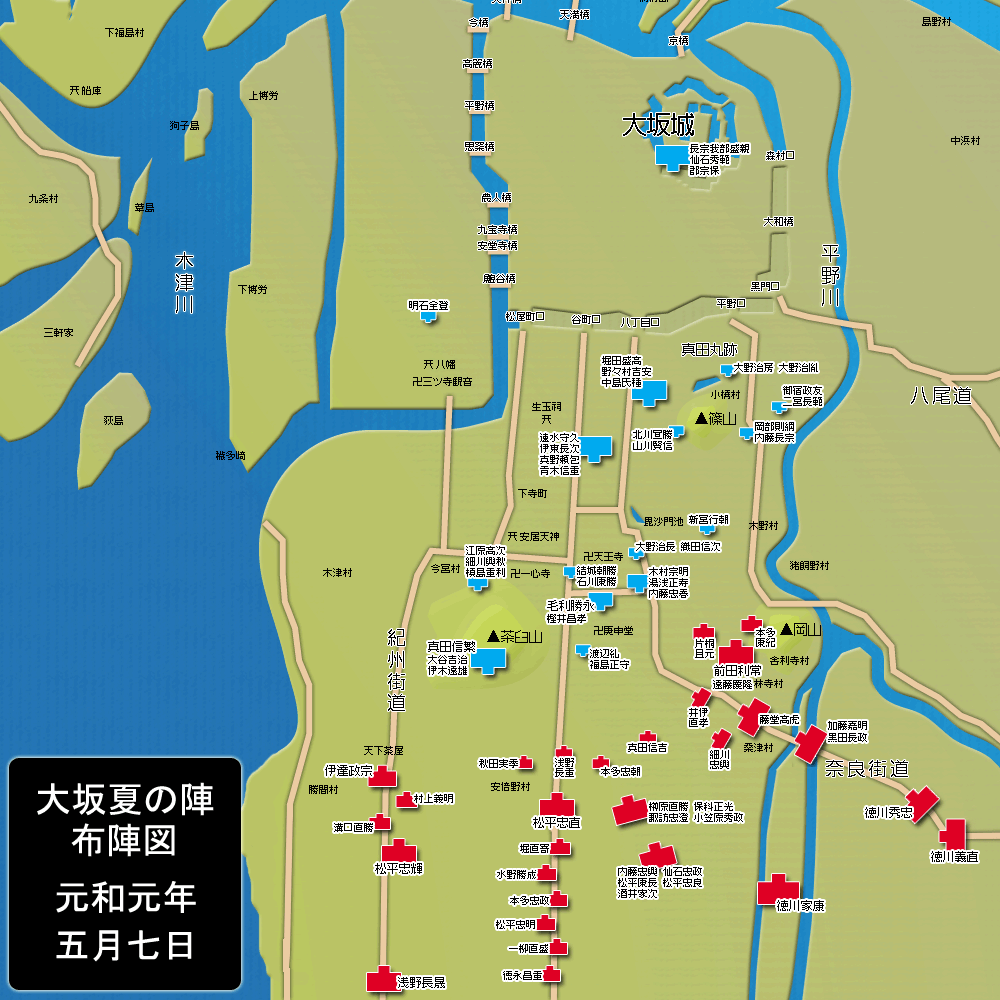
天王寺、岡山之戰佈陣圖

1615年5月7日，德川軍準備進攻大坂城。最後決戰是豐臣軍在平野地區（今大阪市阿倍野區）迎擊，德川軍試圖以壓倒性的兵力，消滅抱著必死決心的豐臣軍。其中毛利勝永與真田信繁的奮戰最為壯烈，決戰開始，真田和毛利軍與德川大軍之間先數次以火绳枪互相对射，毛利軍先擊破殺死了本多忠朝後更擊破秋田實季、淺野長重，接著擊退真田信吉（真田信之之子），之後信繁在見到毛利勝永四千兵力筆直的接連突破德川軍的先鋒進至第二陣松平忠直的右翼軍勢令其敗走後，即率佈陣於茶臼山的真田三千五百兵士會和大谷吉治、渡邊糺、伊木遠雄的二千兵與勝永合作突擊松平忠直一萬五千的越前軍，同時淺野長晟軍在越前軍旁的行動被誤認為寢返豐臣方，造成士兵士氣崩亂也影響到越前軍，在毛利軍突破諏訪忠澄、榊原康勝、仙石忠政、保科正光、小笠原秀政、忠脩隊（忠脩本是松本城守備軍，沒有得到命令就出戰，其實是家康已經默許了）的同時，真田軍遂乘勢突破松平忠直，後毛利勝永又突破德川軍第三陣酒井家次、相馬利胤、松平忠良進至德川家康本陣，信繁和毛利勝永一同攻陷家康本陣，最壞的情況家康身邊只有小栗正忠一人 陪伴，可見德川軍戰況非常混亂。
另一方面，岡山口的德川秀忠因聽到天王寺的鎗战聲而出擊迎戰，但身為秀忠軍事顧問的立花宗茂曾提議：「此時我軍突出將會遭到突擊，請往本陣退後。」可是秀忠和一眾旗本武將急於立功沒有接受，果遭到大野治房的突襲，導致先鋒前田利常不敵，全軍也幾近崩亂，陷入苦戰。同時藤堂高虎和井伊直孝因為援護家康本陣而離開，大野軍就此殺進秀忠本陣，酒井忠世、土井利勝被打退，秀忠本想親自提槍殺敵卻被安藤重信阻止，當時本多正信指出：「我們將會取得勝利，不用將軍親自出手。」，後秀忠的軍隊退後並受到黑田長政和加藤嘉明支援，此時秀忠和旗本武將們打算繼續退回本陣，立花宗茂卻說：「敵軍已顯疲態不會再攻擊，我軍若撤退將會造成士氣下降。」，秀忠本隊因而在立花宗茂及土井利勝的激勵下，開始對豐臣軍隊進行反擊。
天王寺方面，面對真田和毛利的決死突擊，德川家康一度想要自盡，但最後在家臣死命擁護之下脫逃，信繁僅見到德川本陣裡因德川兵士慌亂而沒帶走的家康馬印。隨後岡山口的藤堂高虎、井伊直孝從左包圍真田、毛利軍，毛利勝永將其兩軍擊退後和真野賴包撤退，撤退中勝永引爆早先埋入土中的炸藥，大破藤堂高虎队，抵挡住了德川軍的追擊成功撤退。另一方面，松平忠直的越前兵在整理好軍勢後佔領了茶臼山堵住信繁退路，並且在安居神社將信繁的殘餘部包圍，信繁抵抗後力盡遭到松平忠直的大將西尾宗次 以火绳枪枪击而死，亦有一說是走回大阪本營中拯救豐臣秀賴。
當据说信繁戰死的消息被傳回來，豐臣軍可謂已經崩潰，三丸瞬即攻陷。大坂城內部有內奸放火，先由二丸的大野治長宅邸放火，火勢迅速蔓延，5月8日大坂城正式被攻陷。被德川家救回的千姬為豐臣家求情卻沒有用，秀賴其母淀殿後來在糧倉裡自殺，部份豐臣軍大將毛利勝永、速水守久等人得知秀賴死訊的传闻后亦相繼自刃身亡。
現在的大坂城於天守閣北側山里丸跡有一塊寫著「自刃之地」的碑，這是攻下城後德川幕府界定的地點，並不正確。真正自殺的地點是南西部的糧倉，當時最先抵達的是松平忠直等越前兵。

### 真田信繁的活躍
大坂夏之陣裡相當活躍的真田信繁在江戶時代被做為歌舞伎表演的故事題材，也被畫成錦繪，即使在德川政權之下，故事也流傳後世。尤其是在江戶中期時，有人寫作「真田三代記」。島津家的薩摩舊記提到「真田可謂自古以來日本第一兵，他使德川方半分敗北」、「家康甚至考慮切腹自殺」等記錄。而在家康本陣做守備的藤堂高虎自傳《高山公實錄》裡也記載「御旗本大崩潰」之事，當時藤堂勢雖準備應戰，但一遇到真田隊便完全失去氣勢，被毛利勝永打退，不久家康就拋棄本營，使高虎也完全無法確認家康是否安全。後來也留下有記載當時因為害怕真田隊的猛烈攻勢，丟下家康而逃跑的旗本眾行動的「大久保彥左衛門覺書」。總之信繁威脅到家康自身，留下許多的說法，於是後世的錦繪與插畫都以這些傳說畫出各種想像圖。
不過，對真田信繁頗為激賞的島津家因內部改革，而沒有參與冬夏之陣，因此也不應該見過信繁的活躍表現，卻記錄了當時的風聞，因此世間對真田幸村活躍的真相有頗有懷疑之處。此外，由於島津沒有參戰，一時之間傳出「島津謀反」的謠言。
信繁自殺也有很多說法，一般都認為是「在安居神社被殺」，但這是明治時代舊帝國陸軍參謀本部所制定的說法，因為安居神社有「眞田幸村戰死跡之碑」而選定這裡是戰死之地，並且刻文記錄。同時還有個矛盾的記載，殺死幸村的西尾宗次是鐵砲足輕，但卻「用槍刺死他」。宗次後來在孝顕寺（福井市）建立「真田地藏」來祭弔幸村。

## 戰後處理
躲藏的相關人員，只有八歲的丰臣秀賴之子豐臣國松被逮捕處死，但是，秀賴側室所生之女奈阿姬沒有被處死，其後在鎌倉的東慶寺出家。長宗我部盛親在5月11日於京都五條河原處死，逃亡的大野治胤6月27日被處刑，千姬後來改嫁給本多忠刻，而茶人古田重然因收藏國松被懷疑是豐臣軍內應被幕府下令自盡。另外明石全登則下落不明，去向亦有多個說法。豐臣氏從此消失。
這場戰爭使得戰國時代以來持續的大規模戰鬥完全告終，剛好朝廷更改年號為元和，被稱為元和偃武，意指再沒有戰爭，天下可享有太平，各大名因內亂再要動用軍隊作戰已經是二百多年之後的事情。
大坂城方面，取得了大坂的六十五萬石，除了重新築起大坂城外，幕府曾經成立大坂藩，由松平忠明擔任藩主，1619年幕府以天領（直轄領）的大坂城代所代替，大坂藩因此被廢除。此外，移封的大名還有內藤信正（攝津國高槻城二萬石）和水野勝成（大和國大和郡山六萬石）。
另一方面，滅掉豐臣家的德川方自身也留下很大的疙瘩。最先到大坂城的松平忠直並沒有得到大坂城做為新領地獎賞，而是得到知名茶器、輪迴的歷代主人為足利義政→織田信長→家康→秀吉→宇喜多秀家→家康的「初花肩衝」。但是忠直並不滿意這個賞賜，加上因為有亂行而被流放（「初花肩衝」之後回到將軍家，成為柳營御物之一）。
戰後不久，幕府頒發了一國一城令和武家諸法度，每名大名只可以擁有一座城堡（有少數大名的支城被保留）及限制築城，增築城堡必須得到幕府的批准，條例實行後不少城池被迫清拆。
秀吉之墓以及在京都供奉秀吉的豐國神社被幕府下令破壞，直到明治時代由明治天皇於1868年巡視京都一帶後下令重建。

## 參加武將

### 豐臣軍（豐臣家）
| 出自       | 氏名 | 備考                 |
| ---------- | --- | -------------------- |
| 豐臣家譜代 | 豐臣秀頼 |                      |
| 豐臣家譜代 | 速水守久、青木一重（沒有參加夏之陣）、伊東長實、堀田盛高、中島氏種、真野頼包、野野村雅春 、杉善右衛門 | 七手組               |
| 豐臣家譜代 | 大野治長、大野治房、大野治胤、木村重成、渡辺糺、竹田永翁、木村宗明、郡宗保、山口弘定、細川賴範、山名堯政、赤座直規、槇島重利、生駒正純、毛利重能、内藤長秋、織田昌澄、真木島昭光、赤星親武、薄田兼相 |                      |
| 浪人       | 真田信繁、毛利勝永、長宗我部盛親、後藤基次、明石全登 | 五人衆               |
| 浪人       | 真田幸昌、塙直之、御宿政友、大谷吉治、新宮行朝、北川宣勝、木村清久、山川賢信、福島正守、福島正鎮、淡輪重政、岡部則綱、箸尾高春、氏家行廣、細川興秋、早川長政、真田信倍、増田盛次（冬之陣時爲幕府方）、伊木遠雄、井上時利、米田是季、淺井長房、淺井政高、仙石秀範、石川康勝、佐藤方政、樋口雅兼、毛利秀秋、赤松祐高、平塚左馬助、青木久矩、木下秀規、仙石定盛、玉置小平太、内藤元盛、吉田康俊、十河存英、稻木教量、宮島兼與、戶田為重、高松久重、黑川貞胤、三浦義世、小倉行春、川崎和泉、津川親行、湯淺正寿、結城朝勝、藤野半弥、内藤忠豐、南部信景、平井保延、平井保能、名島忠純、鈴木正祥、森宗意軒 |                      |
| 浪人       | 井上賴次、飯田家貞、矢野正倫、平子正貞、蘆塚忠右衛門、南条元忠（冬之陣時爲幕府方内應、切腹） | 冬之陣時死亡         |
| 公家       | 持明院基久、持明院基征 | 天王寺・岡山之戰戰死 |
| 其他       | 織田長益、織田賴長 | 夏之陣前離開了大坂城 |

### 幕府方

#### 冬之陣
各武將的配置因不同史料而異。
| 包圍大阪城時的所在地 | 包圍大阪城時的所在地 | 名字 |
| -------------------- | -------------------- | --- |
| 東                   | 森村・中浜           | 本多忠朝、淺野長重、真田信吉、真田信政、佐竹義宣、上杉景勝、丹羽長重、堀尾忠晴、戶田氏信、牧野忠成               |
| 東                   | 大和橋口             | 秋田實季、本多康俊、植村泰勝、小出吉親                                                                           |
| 東                   | 黒門口               | 松下重綱、仙石忠政、酒井家次、水谷勝隆、小出吉英                                                                 |
| 南                   | 平野口               | 南部利直 |
| 南                   | 真田丸正面           | 前田利常 |
| 南                   | 八丁目口             | 井伊直孝、松平忠直、松倉重政、榊原康勝、桑山一直、古田重治、脇坂安元、寺沢広高                                   |
| 南                   | 谷町口               | 藤堂高虎 |
| 南                   | 松屋町口             | 伊達政宗、伊達秀宗                                                                                               |
| 西南                 |                      | 毛利秀就、徳永昌重、福島忠勝                                                                                     |
| 西                   | 船場                 | 淺野長晟、蜂須賀至鎮、池田忠雄、石川忠總、戶川達安、山内忠義、松平忠明、稻葉典通、鍋島勝茂、森忠政               |
| 北西                 | 中之島               | 山崎家治、加藤貞泰、一柳直盛                                                                                     |
| 北西                 | 福島                 | 九鬼守隆、向井忠勝、千賀信親、小濱光隆                                                                           |
| 北                   | 今橋口               | 有馬直純 |
| 北                   | 浜筋                 | 立花宗茂、分部光信                                                                                               |
| 北                   | 天神橋               | 本多忠政、有馬豐氏                                                                                               |
| 北                   | 天満橋               | 池田利隆、中川久盛、加藤明成                                                                                     |
| 北                   | 川崎口               | 松平康俊、岡部長盛                                                                                               |
| 北                   | 京橋口               | 能勢賴次、關一政、竹中重門、別所吉治、市橋長勝                                                                   |
| 東北                 | 京街道               | 長谷川守知、本多康紀、片桐且元、片桐貞隆、石川貞政、宮城豊盛、蒔田廣定、林武吉、木下延俊、花房正成、花房正盛     |
| 不明                 |                      | 京極高知、京極忠高、生駒正俊、松平信吉、新庄直定、松平康長、相馬利胤、稻葉紀通、黑田忠之、佐久間安政、佐久間勝之 |
| 本營                 | 岡山                 | 德川秀忠 |
| 本營                 | 茶臼山               | 德川家康 |
| 其他                 | 在自國領地           | 津輕信枚、脇坂安治                                                                                               |
| 其他                 | 沒有參陣             | 島津忠恒 |
| 其他                 | 江戶城留守居         | 福島正則、黑田長政、加藤嘉明、蜂須賀家政、平野長泰                                                               |

#### 夏之陣
| 方面軍     | 方面軍       | 方面軍       | 名字                                                                                   |
| ---------- | ------------ | ------------ | -------------------------------------------------------------------------------------- |
| 河内方面軍 | 先鋒         |              | 藤堂高虎、井伊直孝                                                                     |
| 河内方面軍 | 先鋒         | 右備         | 榊原康勝、小笠原秀政、仙石忠政、諏訪忠恒、保科正光、藤田信吉、丹羽長重                 |
| 河内方面軍 | 先鋒         | 左備         | 酒井家次、松平忠良、松平信吉、牧野忠成、松平成重                                       |
| 河内方面軍 | 二番手       | 右備         | 本多忠朝、真田信吉、淺野長重、秋田實季、松下重綱、植村泰勝                             |
| 河内方面軍 | 二番手       | 左備         | 松平康長、相馬利胤、水谷勝隆、六郷政乗、稻垣重綱、内藤忠興                             |
| 河内方面軍 | 三番手       | 右備         | 松平忠直                                                                               |
| 河内方面軍 | 三番手       | 左備         | 前田利常                                                                               |
| 大和方面軍 | 先鋒         | 先鋒         | 水野勝成、堀直寄、松倉重政、奥田忠次、桑山元晴、桑山一直、本多利長、丹羽氏信、神保相茂 |
| 大和方面軍 | 二番手       | 二番手       | 本多忠政、古田重治、菅沼定芳、分部光信、稻葉紀通、織田信重                             |
| 大和方面軍 | 三番手       | 三番手       | 松平忠明、德永昌重、一柳直盛、西尾嘉教、遠山友政、堀利重                               |
| 大和方面軍 | 四番手       | 四番手       | 伊達政宗                                                                               |
| 大和方面軍 | 五番手       | 五番手       | 松平忠輝、村上義明、溝口宣勝                                                           |
| 紀伊方面軍 |              |              | 淺野長晟                                                                               |
| 本営       | 一番手       | 右備         | 酒井忠世、脇坂安元、新庄直定                                                           |
| 本営       | 一番手       | 左備         | 土井利勝、佐久間安政                                                                   |
| 本営       | 二番手       | 二番手       | 本多正純、立花宗茂                                                                     |
| 本営       | 本陣         | 本陣         | 徳川家康、徳川秀忠                                                                     |
| 後詰       |              |              | 德川義直、德川賴宣                                                                     |
| 城北方面   |              |              | 京極高知、石川忠總、池田長幸、池田利隆、有馬豊氏、堀尾忠晴                             |
| 水軍       |              |              | 九鬼守隆、向井忠勝、小濱光隆                                                           |
| 不明       |              |              | 黑田長政、加藤嘉明、細川忠興、本多康俊、本多康紀、宮城豊盛、佐久間勝之、森忠政         |
| 其他       | 京都警備     | 京都警備     | 上杉景勝                                                                               |
| 其他       | 在自國領地   | 在自國領地   | 津輕信枚、脇坂安治                                                                     |
| 其他       | 沒有參陣     | 沒有參陣     | 蜂須賀至鎮、山内忠義、稻葉典通、島津忠恒、佐竹義宣、福島忠勝                           |
| 其他       | 江戶城留守居 | 江戶城留守居 | 福島正則                                                                               |

## 傳說
大正時代的名著《真田十勇士》是以江戶時代名著《真田三代記》和《難波戰記》為藍本，受到相當大的好評。每一集根據人物名字作一個標題，第一冊是《真田三勇士忍術名人猿飛佐助》、然後是《真田三勇士由利鎌之助》，跟著是《真田三勇士忍術名人霧隱才藏》。然後是《真田家豪傑三好清海入道》，最後統一書籍秋列真田十勇士名義發行。猿飛佐助與霧隱才藏是虛構的人物，海野六郎、根津甚八、望月六郎的姓則是與真田一族配下的滋野一黨同姓（關於根津，又有一說是以淺井長政的遺子淺井井賴為原型），而三好兄弟則是以三好政康、三好政勝為原型（政勝其實是屬於家康軍隊）。
鹿兒島則有傳說：「幸村在戰爭時沒死，化身山伏與秀賴和重成一起逃到谷山」，因此明治時代，部份薩摩國居民使用姓氏時，起用豐臣這個姓氏。(秀吉親戚木下家亦有長子代代相傳同樣說法)
家康陣亡說：傳聞在伊達政宗一萬二千鐵炮騎兵，松平忠直一萬五千越前兵敗後，德川家康的旗本被真田信繁的三千赤備軍衝散，在沒人保護的情況下被真田信繁槍傷後，逃往南方的寺院，在南宗寺中去世，之後直到官方史料的1616年病逝前均由影武者頂替。在南宗寺中，出現了家康的墳墓，並保存到今天。

## 參看
- 日本合戰列表
- 高槻城
- 柴島城
- 大塚城
- 皆川隆庸

## 註解
1. ↑  .   [2015-07-10]. （原始内容存档于2015-07-11）.
2. ↑  戰況圖錄 大坂之陣 p.64
3. ↑  旧参謀本部.  . 徳間文庫 (徳間書店). 1994-10-01: 439ページ. ISBN 978-4198902018 （日语）.
4. ↑  .   [2007-07-22]. （原始内容存档于2007-07-15）.
5. ↑  圖錄 大坂之陣 p.19
6. 1 2  激鬥 大坂之陣 p.66-69 根岸茂夫
7. ↑  圖錄 大坂之陣p52-53
8. ↑  小和田 p.196-197
9. ↑  小和田 p.181-182
10. ↑  .   [2007-07-23]. （原始内容存档于2007-09-29）.
11. ↑  .   [2008-03-21]. （原始内容存档于2007-10-26）.
12. ↑  小和田 p.212-213
13. ↑  小和田 p.213
14. ↑  圖錄大坂之陣 p.58
15. ↑  圖錄 大坂之陣 p.59
16. ↑  激鬥 大坂之陣 p.132-135 桐野作人
17. 1 2  圖錄 大坂之陣 p.70
18. ↑  激鬥 大坂之陣 p.141 渡邊誠
19. ↑  圖錄 大坂之陣 p.65-67
20. ↑  .   [2015-07-10]. （原始内容存档于2015-09-28）.
21. ↑  激鬥 大坂之陣 p.143-144 中西豪
22. ↑  圖錄 大坂之陣 p.69
23. ↑  激鬥大坂之陣 p.145 中西豪
24. ↑  圖錄 大坂之陣 p.71
25. ↑  圖錄 大坂之陣 p.72-73
26. ↑  .   [2015-07-10]. （原始内容存档于2015-07-11）.
27. ↑  大日本史料 12編16冊575頁
28. ↑  .   [2015-07-10]. （原始内容存档于2015-07-11）.
29. ↑  圖錄 大坂之陣 p.88-89
30. ↑  激鬥 大坂之陣 p.157 永岡慶之助
31. 1 2  圖錄 大坂之陣 p.90-91
32. ↑  激鬥 大坂之陣 p.160
33. ↑  小和田 p.222-224
34. ↑  激鬥大坂之陣 p.165 渡邊誠
35. 1 2 3  .   [2015-07-10]. （原始内容存档于2015-05-31）.
36. ↑  激鬥大坂之陣 最大最後的戰國合戰 p.164 渡邊誠
37. ↑  小和田p.234-235
38. ↑  圖錄 大坂之陣 p.94
39. 1 2 3  激鬥 大坂之陣 p.170
40. ↑  圖錄 大坂之陣 p.96-97
41. ↑  戰況圖錄 p.100
42. 1 2  [永久]
43. ↑  激鬥大坂之陣 p.173 中西豪
44. ↑  .   [2015-07-10]. （原始内容存档于2015-04-16）.
45. 1 2  .   [2015-07-10]. （原始内容存档于2015-04-02）.
46. ↑  激鬥大坂之陣 p.180-181 永岡慶之助
47. 1 2  激鬥大坂之陣 p.174-175 中西豪
48. ↑  .   [2015-07-10]. （原始内容存档于2015-08-21）.
49. ↑  .   [2009-01-08]. （原始内容存档于2009-09-20）.
50. ↑  圖錄 大坂之陣 p.112-113
51. ↑  .   [2015-07-10]. （原始内容存档于2015-07-11）.
52. ↑  小和田 p.242
53. ↑  激鬥大坂之陣 p.187 渡邊誠
54. 1 2 3 4  激鬥大坂之陣 p.194-195
55. ↑  .   [2008-04-07]. （原始内容存档于2008-07-05）.
56. ↑  .   [2008-04-07]. （原始内容存档于2007-08-07）.
57. 1 2 3 4 5 6  圖錄
大坂之陣 p.118-122
58. ↑  .   [2008-04-07]. （原始内容存档于2008-06-18）.
59. ↑  『福井県史』通史編3　近世一 （页面存档备份，存于） 福井縣政府網站
60. ↑  圖錄 大坂之陣 p.122
61. ↑   （页面存档备份，存于） 三清鬼一郎
62. ↑  .   [2007-07-25]. （原始内容存档于2007-05-05）.